# Pandemonium (videogioco)
Pandemonium (commercializzato in Giappone come Magical Hoppers (マジカルホッパーズ?, Majikaru Hoppāzu)) è un videogioco a piattaforme, pubblicato nel 1996 dalla Crystal Dynamics per PlayStation, Sega Saturn, PC, Nokia N-Gage, telefoni cellulari, N-Gage 2.0 e iOS.

## Trama
Il giullare Fargus e l'apprendista maga Nikki si incontrano sulla cima di una torre per testare gli incantesimi contenuti all'interno di un libro magico. Nikki però, tentando di replicare un incantesimo di decimo livello, evoca erroneamente un'enorme creatura di nome Yungo, che divora il villaggio sottostante. L'unico modo per liberarsi del mostro è partire in viaggio per la terra di Lyr, alla ricerca della Macchina dei Desideri.

## Modalità di gioco
All'inizio di ciascun livello, il giocatore può scegliere quale dei due personaggi utilizzare. Ognuno di essi ha una mossa caratteristica: Fargus può sferrare uno speciale attacco che consiste nel fare la ruota - ossia la rotazione del corpo attorno all'asse sagittale, in appoggio successivo sui quattro arti e danneggiare cosi i nemici - Nikki, invece, può eseguire dei doppi salti. Sparsi per i livelli si trovano dei potenziamenti che permettono ad entrambi i personaggi di colpire i nemici con attacchi magici di vario genere. Uno è un raggio congelante che trasforma i nemici in ghiaccio, l'altro è un raggio di colore rosso che danneggia i nemici senza ulteriori effetti, mentre un altro è un raggio restringente che riduce le dimensioni dei nemici al punto che il personaggio del giocatore può calpestarli.
Nella versione per PlayStation, Saturn e PC il gioco è composto 18 livelli, mentre la versione per N-Gage è suddivisa in 11 livelli.